# 29 agosto
Il 29 agosto è il 241º giorno del calendario gregoriano (il 242º negli anni bisestili). Mancano 124 giorni alla fine dell'anno.
Inizia l'anno secondo il calendario copto e calendario etiopico (tranne che negli anni precedenti quelli bisestili giuliani).

## Eventi
- 1189 – Firma della Carta di Kulin il Bano, che sancisce la libertà di commercio e movimento tra il Banato di Bosnia e la città di Ragusa
- 1219 – Battaglia di Fariskur: durante la quinta crociata, l'esercito cristiano viene sconfitto dalle truppe ayyubidi di al-Kamil
- 1257 – Firma della Tregua di Parabiago, che scongiura una guerra civile tra popolo e nobili del Comune di Milano
- 1294 – Pietro Angelerio, dopo la sua elezione papale, viene incoronato come papa Celestino V all'Aquila nella basilica di Santa Maria di Collemaggio
- 1315 – Battaglia di Montecatini: la Repubblica di Pisa conquista una vittoria decisiva sull'alleanza tra il Regno di Napoli e le Repubbliche di Firenze e Siena nonostante l'inferiorità numerica
- 1475 – Il Trattato di Picquigny pone fine alla guerra dei cent'anni
- 1512 – L'esercito papale-spagnolo (Lega Santa) entrato in Toscana per reinsediare i Medici, prende Prato saccheggiandola: Firenze si solleva e restaura la Signoria.
- 1521 – I Turchi ottomani occupano Belgrado
- 1526 – Nella battaglia di Mohács, l'esercito ottomano sconfigge quello ungherese guidato da Luigi II, che muore in battaglia
- 1533 – Il conquistatore spagnolo Francisco Pizarro uccide Atahualpa, ultimo imperatore della nazione Inca
- 1541 – I Turchi ottomani occupano Buda, la capitale del Regno d'Ungheria
- 1706 – Pietro Micca salva eroicamente Torino durante l'assedio da parte delle forze franco-spagnole
- 1756 – Federico il Grande attacca la Sassonia, dando il via alla guerra dei sette anni
- 1786 – Nel Massachusetts scoppia la Ribellione di Shays
- 1831 – Michael Faraday scopre l'induzione elettromagnetica
- 1862 – Nella Giornata dell'Aspromonte l'Esercito Regio ferma la marcia di Garibaldi dalla Sicilia verso Roma
- 1885 – Gottlieb Daimler brevetta la prima motocicletta
- 1897 - Primo Congresso ebraico mondiale a Basilea, organizzato da Theodor Herzl
- 1911 – Ishi, considerato l'ultimo nativo americano ad aver vissuto senza conoscere la cultura occidentale, viene scoperto in California
- 1943 – I nazisti sciolgono il governo della Danimarca occupata, che autoaffonda la propria flotta
- 1944 – L'Insurrezione nazionale slovacca prende il via quando 60.000 soldati slovacchi si rivoltano contro i governanti nazisti
- 1949 – L'Unione Sovietica testa la sua prima bomba atomica a Semipalatinsk, Kazakistan
- 1966 – I Beatles si esibiscono per l'ultima volta in un concerto a pagamento, al Candlestick Park di San Francisco.
- 1982 – Viene sintetizzato per la prima volta in laboratorio il meitnerio
- 1991
  - A Palermo viene ucciso dalla mafia Libero Grassi, imprenditore impegnato nella lotta alla mafia
  - Il Soviet Supremo sospende tutte le attività del Partito Comunista dell'Unione Sovietica
- 1996 – Un Tupolev Tu-154 Vnukovo Airlines si schianta su Spitsbergen, un'isola delle Svalbard: 141 persone rimangono uccise
- 1997
  - A Rais, in Algeria, almeno 98 abitanti vengono uccisi dai fondamentalisti islamici del Gruppo Islamico Armato (GIA)
  - A Lexington, nel Kentucky, il serial killer Angel Maturino Resendiz uccide a bastonate Christopher Maier, la prima delle sue nove vittime
- 2003 – L'ayatollah Sayed Mohammed Baqir al-Hakim, il leader dei musulmani Sciiti in Iraq, viene assassinato in un attacco terroristico che uccide altre 100 persone all'esterno di una moschea a Najaf
- 2004 – Si concludono le Olimpiadi estive di Atene.
- 2005 – L'uragano Katrina comincia ad abbattersi su New Orleans: ucciderà in tutta l'area più di mille persone.

## Nati
Ci sono circa 1 090 voci su persone nate il 29 agosto; vedi la pagina Nati il 29 agosto per un elenco descrittivo o la categoria Nati il 29 agosto per un indice alfabetico.

## Morti
Ci sono circa 450 voci su persone morte il 29 agosto; vedi la pagina Morti il 29 agosto per un elenco descrittivo o la categoria Morti il 29 agosto per un indice alfabetico.

## Feste e ricorrenze

### Civili
Internazionali:
- Giornata internazionale contro i test nucleari

Nazionali:
- Slovacchia – Anniversario dell'Insurrezione nazionale

### Religiose
Cristianesimo:
- Martirio di San Giovanni Battista
- Madonna delle Lacrime di Siracusa
- Nostra Signora della Guardia
- Sant'Adelfo di Metz, vescovo
- Sant'Alberico da Ocri, eremita camaldolese
- Santa Basilla, martire a Sirmio
- Santa Beatrice di Nazareth
- Santa Candida, vergine e martire, venerata a Roma
- Sant'Eufrasia del Sacro Cuore di Gesù
- Santa Jeanne Jugan (Maria della Croce), fondatrice delle Piccole sorelle dei poveri
- San Massimiano di Vercelli, vescovo
- San Mederico, venerato a Parigi
- Santa Sabina, martire
- San Sebbi, re
- Santa Verona di Magonza
- San Vittore eremita
- Beata Bronisława di Kamien, religiosa
- Beato Costantino Fernandez Alvarez, sacerdote domenicano, martire
- Beato Domenico Jedrzejewski, sacerdote e martire
- Beato Edmund Ignatius Rice, fondatore delle congregazioni dei Fratelli cristiani e dei Fratelli della Presentazione
- Beata Fidelia Oller Angelats, vergine e martire
- Beata Filippa Guidoni, monaca
- Beato Flaviano Michele Melki, vescovo e martire
- Beato Francesco Monzon Romeo, sacerdote domenicano, martire
- Beati Giovanni da Perugia e Pietro da Sassoferrato, martiri francescani
- Beata Josefa Monrabal Montaner, vergine e martire
- Beato Ludovico Vulfilacio Huppy, martire
- Beato Pietro Asua Mendia, sacerdote e martire
- Beati Pietro Romero e Ferdinando de Incapié, mercedari
- Beato Riccardo Herst, martire
- Beata Sancja Szymkowiak, religiosa
- Beata Teresa Bracco, vergine e martire